# Anna Luise von Manderscheid-Blankenheim
Anna Luise von Nassau-Hadamar (* 11. April 1654 in Hachenburg; † 23. April 1692 in Hadamar) war durch Heirat Fürstin von Nassau-Hadamar.

## Leben
Anna Luise von Nassau–Hadamar wurde als Tochter des Grafen Salentin Ernst von Manderscheid-Blankenheim (1630–1705) und dessen Gemahlin Ernestine zu Sayn-Wittgenstein (1626–1661) geboren.
Am 24. Oktober 1675 heiratete sie in Hachenburg den Fürsten Moritz Heinrich von Nassau-Hadamar. Aus der Ehe gingen vier Kinder hervor, von denen nur die Tochter Albertine Johannette (1679–1716) das Erwachsenenalter erreichte und den Fürsten Ludwig Otto zu Salm heiratete. Er führte in ihrem Auftrag einen Prozess weiter, den Albertines Vormund Franz Bernhard (Nassau-Hadamar) mit einer Klage beim Reichskammergericht nach dem Tod von Anna Luise 1692 eingeleitet hatte. Hintergrund der Klage war, dass Anna Luise im Jahre 1675 mit ihren beiden Schwestern, den Gräfinnen Franziska Eleonore (⚭ von Pöttingen) und Magdalena Christina (⚭ von Kirchberg) eine Erbvereinbarung
derart getroffen hatte, dass nur männliche Nachkommen das Erbe übernehmen könnten. 1692 nahmen Franziska Eleonore und Magdalena Christina Besitz von dem Territorium. Die Klage blieb ohne Erfolg. So fiel die Grafschaft 1714 an die Burggrafen von Kirchberg.
Moritz war dreimal verheiratet und hatte insgesamt dreizehn Kinder, von denen nur sein Nachfolger Franz Alexander sowie die Töchter Claudia Franziska und Albertine Johannette das Erwachsenenalter erreichten.